# 天明 (輔公祏)
天明（623年八月—624年三月）是唐朝初期領袖輔公祏的年号，歷時2年。
《舊唐書》、《新唐書》及《資治通鑑》均未記載輔公祏的年號。王应麟《玉海》载有天明及乾德年号。錢大昕《廿二史考异》曰「《公祏傳》不言年號，蓋史之闕也。」引《杨文公谈苑》，江南曾发现有石志，刻有“大宋乾德四年”字，称是輔公祏年号。鍾淵映《歷代建元考》「今考諸史，公祏號天明，非乾德也。」《中国历代年号考》认为輔公祏起兵到被杀，前后只有8个月，不会有乾德四年，因之认为乾德非輔公祏年号。

## 纪年
| 天明 | 元年  | 二年  |
| ---- | ----- | ----- |
| 公元 | 623年 | 624年 |
| 干支 | 癸未  | 甲申  |

## 同期存在的其他政权年号
- 中國
  - 武德（618年－626年）：唐朝—唐高祖李淵之年号
  - 永隆（618年－628年）：隋末唐初時期—梁政權梁師都之年号
  - 始兴（618年－624年）：隋末唐初時期—燕政權高开道之年号
  - 進通（623年）：隋末唐初時期—王摩沙之年号
  - 重光（620年－623年）：高昌—麴伯雅之年号
  - 延壽（624年－640年）：高昌—麴文泰之年号
- 朝鮮半島
  - 建福（584年－634年）：新羅—新羅真平王之年號

## 參看
- 中國年號索引
  - 其他使用天明年號的政權